# Prima battaglia de la Tannerie
La prima battaglia de la Tannerie fu un episodio della rivoluzione haitiana.

## La battaglia
Nel gennaio del 1793, l'armata repubblicana francese comandata dal generale Étienne Maynaud Bizefranc de Lavaux si impossessò del forte de La Tannerie. La posizione della struttura, posta tra le montagne, era ben fortificata ed i repubblicani, pur con diverse difficoltà, riuscirono ad impadronirsi di 17 cannoni che sparavano proiettili da ventiquattro libbre ciascuno. Toussaint, assieme una retroguardia di 600 uomini riuscì a coprire la propria ritirata verso Dondon con Jean-François e Biassou.